# Valdensinia heterodoxa

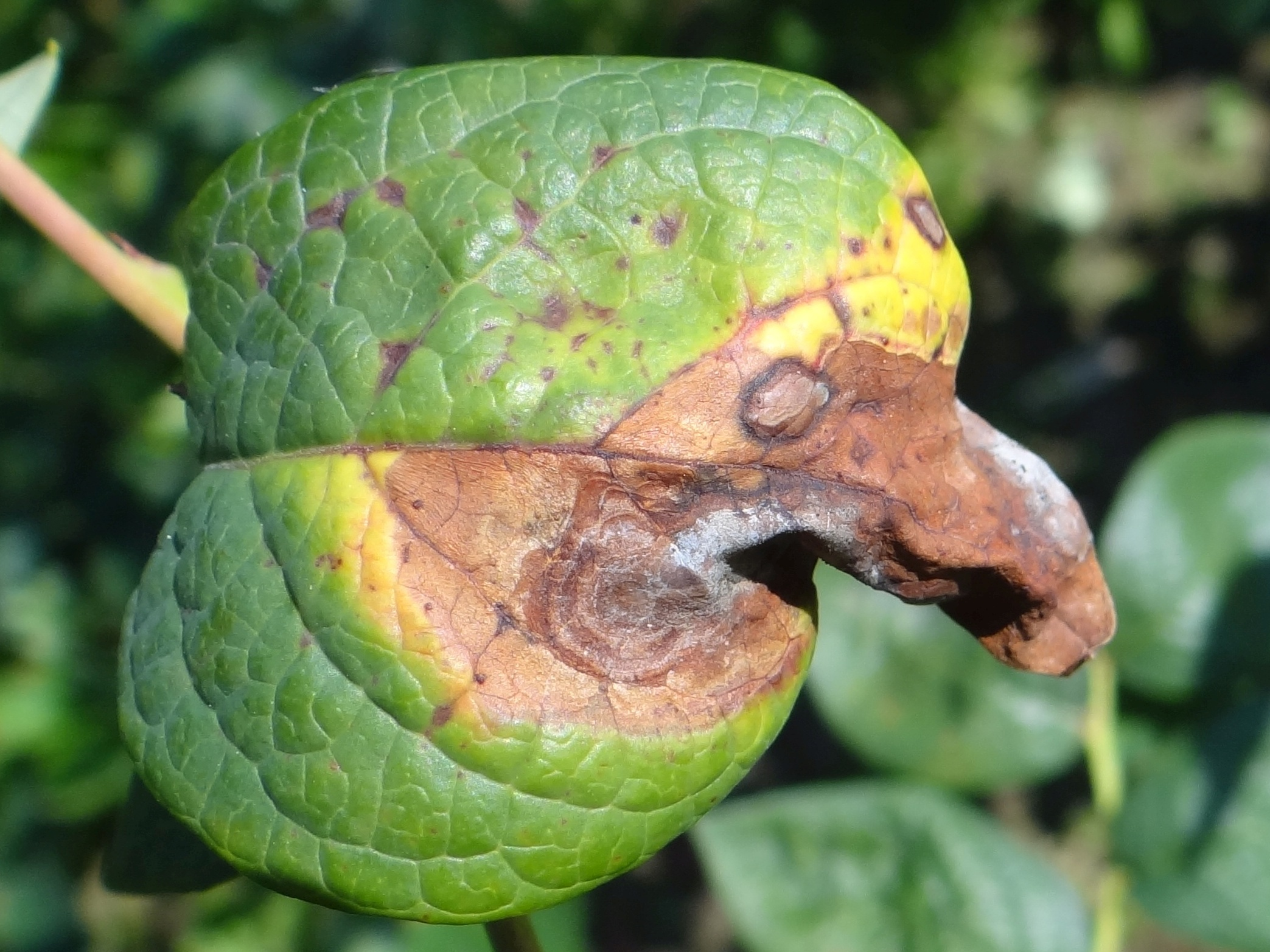
Objawy na liściu borówki wysokiej

Valdensinia heterodoxa Peyronel – gatunek grzybów z rodziny twardnicowatych (Sclerotiniaceae). Grzyb mikroskopijny pasożytujący na liściach wielu gatunków roślin. U borówek wywołuje chorobę zwaną plamistością liści borówki.

## Systematyka i nazewnictwo
Pozycja w klasyfikacji według Index Fungorum: Sclerotinia, Sclerotiniaceae, Helotiales, Leotiomycetidae, Leotiomycetes, Pezizomycotina, Ascomycota, Fungi.
Synonimy:
- Asterobolus gaultheriae Redhead & P.W. Perrin 1972
- Valdensia heterodoxa Peyronel 1923[3].

Naukowa nazwa gatunkowa pochodzi od Doliny Waldensów w północno-zachodnich Włoszech. Znaleziono w niej borówkę czarną porażoną przez tego patogena.
Należy do monotypowego taksonu Valdensinia Peyronel 1953.

## Morfologia i rozwój
Patogen zimuje na porażonych, opadłych liściach roślin. Wzdłuż ich nerwów wytwarza sklerocja, w których na trzonkach o długości 2–6 mm powstają owocniki typu apotecjum. Początkowo są one wklęsłe, z czasem jednak stają się wypukłe. Rozwijają się w nich cylindryczne, rozszerzające się ku podstawie, cienkościenne worki bez wieczek. W każdym z nich powstaje po 8 przezroczystych i bezbarwnych, zwykle elipsoidalnych askospor o wymiarach 10–12 × 4,5 µm. Apotecja powstają jednak bardzo rzadko.
Anamorfa wytwarza pojedyncze, krótkie, cylindryczne, przezroczyste i bezbarwne konidiofory o szerokości 35–45 µm. W znajdujących się na ich szczycie komórkach konidiotwórczych powstają wielokomórkowe, gwiaździstego kształtu makrokonidia o średnicy 450–600 µm (tzw. staurokonidia). Posiadają 4–5 promienistych, szydlasto zakończonych ramion. Kulista, centralna część makrokonidiów ma średnicę 100–150 µm. Na górnej jej powierzchni powstaje około 40–60 cienkościennych, kulistych guzków. Z czasem powstają z nich maczugowate wypukłości, oddzielone od centralnej części ścianami. Na górnej stronie ramion powstaje 8–12 cienkościennych, ułożonych poprzecznie i ściśle do siebie przylegających guzków. Guzki nad centralną częścią i na grzbiecie ramion makrokonidiów razem tworzą palisadową, ściśniętą strukturę. Przy dużej wilgotności komórki tej palisady pęcznieją, co powoduje wyginanie się końców ramion w dół. Anamorfa wytwarza również jednokomórkowe i kuliste mikrokonidia o średnicy 2–2,5 µm. Powstają one na krótkich lub długich, bezbarwnych lub słabo wybarwionych i wzniesionych konidioforach. Mikrokonidia obserwowano jednak tylko w grzybni hodowanej na sztucznych podłożach.

## Występowanie i siedlisko
Występuje w Europie, Ameryce Północnej oraz Azji. W Polsce notowany był już w latach 20. XX wieku.
Valdensinia heterodoxa jest polifagiem zasiedlającym wiele gatunków roślin zielnych, krzewinek, krzewów i drzew. W Europie występuje na roślinach należących do gatunków i rodzajów Asplenium filix-femina, Betula pubescens, Convallaria majalis, Corylus avellana, Fagus sylvatica, Hieracium, Hypericum, Oxalis acetosella, Polygonatum multiflorum, Quercus petraea, Quercus robur, Rubus, Scorzonera humilis, Sorbus aucuparia, Trientalis europaea, Vaccinium myrtillus, Vaccinium vitis-idaea.

## Zastosowanie
Valdensinia heterodoxa jest wykorzystywana w Kanadzie jako bioherbicyd do zwalczania rośliny Gaultheria shallon, która w lasach iglastych nadmiernie się rozprzestrzeniła i zagłusza siewki drzew. Usuwanie jej mechaniczne jest trudne i kosztowne, chemiczne mało skuteczne.